# Carnikava (novads)
Carnikava (en letton : Carnikavas novads) est une ancienne municipalité de Lettonie, située dans la région de Vidzeme. Créé en 2006, elle est supprimée en 2021 et fusionnée dans la municipalité d'Ādaži.

## Histoire
La paroisse est créée en 1992 après sa scission de celle d'Ādaži. En 2006, elle est transformée en municipalité. 
Lors de la réforme administrative et territoriale de 2020, elle est supprimée et incorporée à la nouvelle municipalité d'Adazi sous le nom de Carnikava Valsčius le 1er juillet 2021.

## Symboles
Les armoiries de la paroisse, adoptées pour la première fois en 2002, représentent une lamproie de Carnikava et l'embouchure du fleuve Gauja , qui se jette dans le golfe de Riga à Carnikava. En 2015, les armoiries sont modifiées pour que le dessin de la lamproie soit plus fidèle à sa réalité. Après la fusion de la municipalité de Carnikava avec celle d'Ādaži, les anciennes armoiries sont restées le symbole de la paroisse de Carnikava.

## Démographie
La population s'élevait à 6 261 habitants en 2009 et à 9 310 habitants en 2021.